# إدوارد أوسكار أولريش
إدوارد أوسكار أولريش (بالإنجليزية: Edward Oscar Ulrich)‏ ولد في 1 فبراير عام 1857 في كوفينغتون، كنتاكي – وتوفي في 22 فبراير 1944 في واشنطن العاصمة هو عالم أمريكي متخصص في دراسة اللافقاريات وعلم الأحياء القديمة في حقب الحياة القديمة.

## السيرة الذاتية
تلقى أولريش تعليمه في كلية والاس وكلية أوهايو للطب. وبعد أن ترك ممارسة الطب، أصبح أمينا عاما لجمعية سينسيناتي للتاريخ الطبيعي في عام 1877،  وعمل فيما بعد إحاثيا متخصصا بدراسة الحفريات الجيولوجية في إلينوي ومينيسوتا وأوهايو، ومحررا لمدة عشر سنوات في أمريكان جيولوجست.
كان أولريش كاتبا غزير الإنتاج، نشر العديد من المنشورات عن المتحجرات الأمريكية خاصة الحيوانات الحزازية وبطنيات القدم والصدفيات وذوات الصدفتين. في عام 1930 حصل على ميدالية ماري كلارك طومسون من الأكاديمية الوطنية للعلوم، وحصل على ميدالية بنروز في عام 1932.

## مزيد من القراءة
- Bassler، Ray S. (1944). "Memorial to Edward Oscar Ulrich". Proceedings of the Geological Society of America: 331–351.

## وصلات خارجية
- أعمال أو نبذة عن إدوارد أوسكار أولريش على أرشيف الإنترنت